# Любош Гушек
Любош Гушек (чеськ. Luboš Hušek, нар. 26 січня 1984, Яблонець-над-Нисою) — чеський футболіст, півзахисник клубу «Сокол» Држков.
Виступав, зокрема, за клуб «Спарта» (Прага), а також національну збірну Чехії.
Чемпіон Чехії у складі «Спарти».

## Клубна кар'єра
У дорослому футболі дебютував 2003 року виступами за команду «Яблонець», в якій провів три сезони, взявши участь у 53 матчах чемпіонату.
Своєю грою за цю команду привернув увагу представників тренерського штабу клубу «Спарта» (Прага), до складу якого приєднався 2006 року. Відіграв за празьку команду наступні шість сезонів своєї ігрової кар'єри. За цей час виборов титул чемпіона Чехії.
Згодом з 2011 по 2021 рік грав у складі команд «Спарта» II, «Слован», «Сениця» та «Іскра» Мсено.
До складу клубу «Сокол» Држков приєднався 2021 року.

## Виступи за збірні
Протягом 2005–2007 років залучався до складу молодіжної збірної Чехії. На молодіжному рівні зіграв у 15 офіційних матчах.
2009 року провів свій єдиний офіційний матч у складі національної збірної Чехії.

## Титули і досягнення
- Чемпіон Чехії (1):

«Спарта» (Прага): 2009–10